# Edgar Rice Burroughs

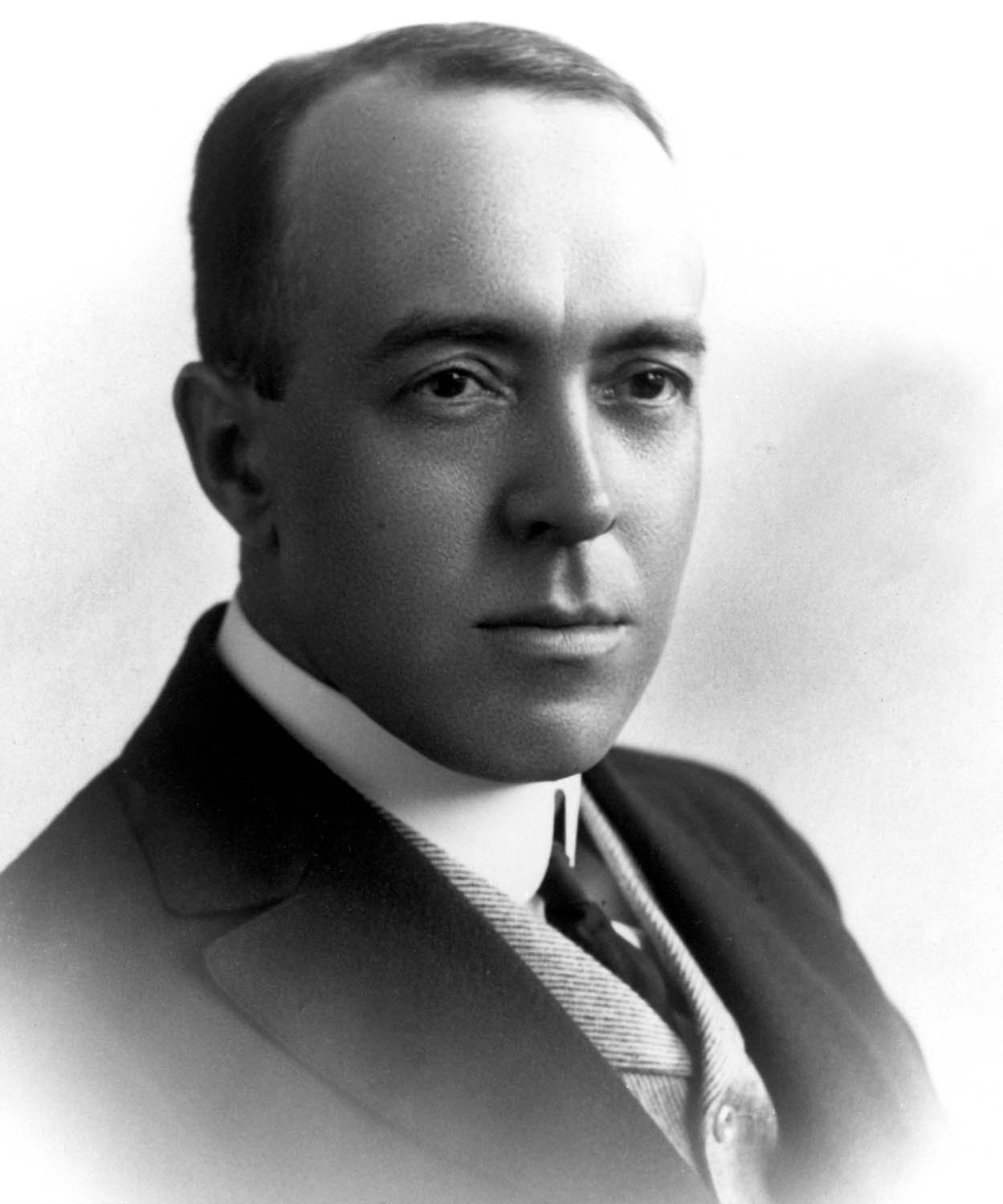
Edgar Rice Burroughs 1920-ban

Edgar Rice Burroughs (Chicago, Illinois, 1875. szeptember 1. – Encino, Kalifornia, 1950. március 19.) amerikai ponyvaíró, aki elsősorban Tarzan-regényeivel lett világhírű.

## Élete
Apja, George Tyler Burroughs háborús veterán volt, aki eladóként, viszonylag gazdag kereskedőként dolgozott. Öt idősebb testvére közül kettő a születése előtt meghalt. Apja szigorú katonás fegyelemmel nevelte.
Burroughs számos magániskolába járt, ám a tanulás nem ment neki, kimaradt az iskolából. A chicagói influenzajárvány idején fél évet 1891-ben bátyjai farmján Raft Riverben (Idaho) töltött.
Beiratkozott a Michigani Katonai Akadémiára, melyet 1895-ben végzett el.
Mivel ekkor még nem tudta, mit kezdjen az életével, ezért elfogadta az akadémia ajánlatát és az amerikai hadseregbe belépve, a „Seventh United States Cavalry” tagja lett. Állomáshelye Fort Grantben volt, Arizona állam területén. 1897-ben szívproblémái miatt leszerelt.
1898-ban az Idaho állambeli Pocatello-ban, egy irodaszerbolt tulajdonosaként próbált szerencsét.
1899-ben visszatért Chicago-ba, ahol apja vállalatánál dolgozott, az „American Battery Company”-nál.
1900-ban összeházasodott Emma Centennia Hulberttel, akivel 1904-ben újból Idaho államba költözött.
Mielőtt megírta volna a Tarzan első kötetét, Burroughs élete csődben volt. Nyughatatlan természete miatt szinte mindenbe belefogott. Volt aranyásó – sikertelenül –, könyvelő, bolti eladó és beszállító is, sőt mielőtt író lett volna, vasúti rendőrként dolgozott.
A fordulópontot életében az jelentette, hogy 35 éves korában elkezdett novellákat, írásokat küldeni a népszerű All-Story magazinnak. 1911-ben egy ceruzahegyező-gyár ügynökeként a termék reklámjait követte figyelemmel a ponyva magazinokban. Az újságokban található történetekről úgy gondolta, hogy olyat ő is tudna írni.
Első olyan írása, ami megjelent és amiért fizetséget is kapott, az 1912-es Under the Moons of Mars volt, mely alapvetően az arizonai katonai emlékeire épült, a Marsra átdolgozva. A magazin 400 dollárt fizetett érte, ami mai áron (2012-ben) 50 000 dollárnak felel meg. Ez kiemelkedő összeg volt a rendszeres pénzügyi zavarokkal küzdő írónak. Nem sokkal ezután a történet könyv alakban is megjelent a Mars hercegnője címmel, és a későbbiekben 10 további folytatást megérve, regénysorozattá bővült.
A siker láttán írt egy másik történetet is egy középkori angliai hősről, de ezt a történetét nem tudta eladni.

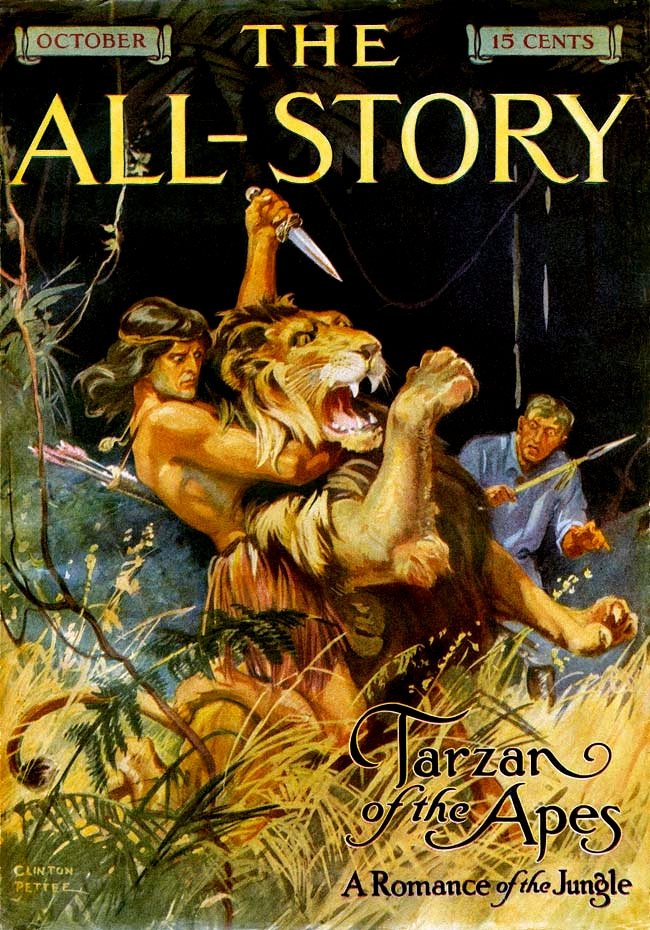
A Tarzan első megjelenése a The All-Story Magazin 1912. októberi számában.

1912-ben írta meg az első Tarzan-regényét, Tarzan, a majomember címmel, mellyel ismertséget és elismerést szerzett. A történetet barátnője ihlette, akinek főnöke, Tom Barnett a hivatalban sokat mesélt az afrikai, ezen belül is a szenegáli vadászkirándulásáról, Afrika szépségéről, csodás világáról, a vad tájakról és a dzsungelről. Barátnője lelkesen mesélte a történeteket, így ezek Burroughs fantáziájában tovább éltek, képzeletben számtalan alkalommal járt Afrikában, a gondolatait pedig leírta. Az írásait tartalmazó füzetet Burroughs odaadta barátnőjének, aki a hivatalban is olvasva a füzetet, egyszer véletlenül főnöke asztalán felejtette, a főnöke pedig megtalálta és elolvasta. Ő javasolta, hogy Burroughs adja ki a művet.
Az első Tarzan-írás 1912 októberében jelent meg először az All-Story magazinban, melyért 700 dollárt kapott. Könyv alakban 1912 karácsonyán került kiadásra.
Írt még kaland regénysorozatot a Vénuszról is, de legismertebb műve a Tarzan maradt. A siker után otthagyta rendőri állását és íróként kezdte keresni a kenyerét. Írásaiban megmaradt a ponyva műfajnál, stílusa néha gyermeteg volt, de XX. század első felében az USA legolvasottabb írója volt. Termékeny volt az írásban is és évi 300–400 ezer szó volt az átlaga. A Tarzan-könyvekből összesen további 27-et írt.
1916-ban Burroughs feleségével, Emmával és a gyerekekkel vakációzni indult az országon keresztül Maine állam felé, de végül eljutott Dél-Kaliforniába is, amely különösen elnyerte a tetszését. Visszatérve Chicago-ba, úgy döntött, hogy farmot vásárol. 1919-ben Burroughs megvett egy ranch-ot San Fernando Valley-ben, Kaliforniában, melyet Tarzana-nak nevezett el.
Egyike volt az első íróknak, aki részvénytársaságba vitte szerzői jogait és így többletbevételhez jutott. 1923-ban megalapította saját kiadóját, az „Edgar Rice Burroughs, Inc.”-et, és ezen keresztül kezdte megjelentetni könyveit. Számos marketing terméket adtak el a Tarzan márka alatt, mint például úszónadrágot, inget, mű-mellszőrt és rágógumit, amiből az író is részesedett a cége által.
Filmes társaságok versengtek a megfilmesítés jogáért, ezért 1934-ben megalapította a „Burroughs-Tarzan Enterprises” és a „Burroughs-Tarzan Pictures” cégeket. Az első némafilmes változatban Elmo Lincoln volt a főszereplő, rengeteg statiszta, akrobata, illetve négy oroszlán és hat tigris szereplésével készült. A bevétel elérte a kiemelkedő egymillió dollárt. A Tarzan-könyvek közel 45 filmnek voltak az ihletői, amelyekből 12-nek Johnny Weissmüller volt a főszereplője. (Az első hangos Tarzan filmet 1932-ben az MGM mutatta be.) 1999-ben a Disney cég elkészítette az első animációs változatot is.
Irodalmi tevékenysége főleg 1912 és 1933 között volt jelentős. Ekkor jelent meg a The Cave Girl (1925), amely szintén a dzsungel világáról szól, de több más témájú írása is készült. A western műfajával való próbálkozásaiból született a The War Chief (1927) és az Apache Devil (1933), valamint ekkor írta meg a később trilógiává bővült The Land That Time Forgot (1924) c. regényét, amelyet Charles Darwin munkássága ihletett. Ebben az időszakban kezdte el megírni a Pellucidar sorozatot is, melynek földalatti világa az egyik Tarzan regény helyszínéül is szolgált, valamint a Venus sorozatot, amelyben a romantika és a vígjáték műfaja keveredik.
1933-ban California Beach kormányzójává választották.
1934-ben elvált feleségétől, Emmától, és a következő évben összeházasodott egy színésznővel, Florence Dearholttal, barátja volt feleségével, valamint adoptálta is Florence két gyerekét. 1942-ben elvált Florence-től is. A Pearl Harbor elleni japán támadás idején Hawaii-on tartózkodott, ahonnan tudósított is riporterként. Ez az esemény újra a katonaság felé vonzotta, 66 évesen mint haditudósító dolgozott a hadseregnél.
Burroughs jól megélt műveiből, de sosem gazdagodott meg, mert költségesen élt. Szerette a drága autókat.
1950. március 19-én halt meg, szívrohamban.
A Tarzan-könyveket az esztendők során hatvan nyelven, közel nyolcvanmillió példányban adták ki.

## Fő művei

### A Mars-sorozat kötetei

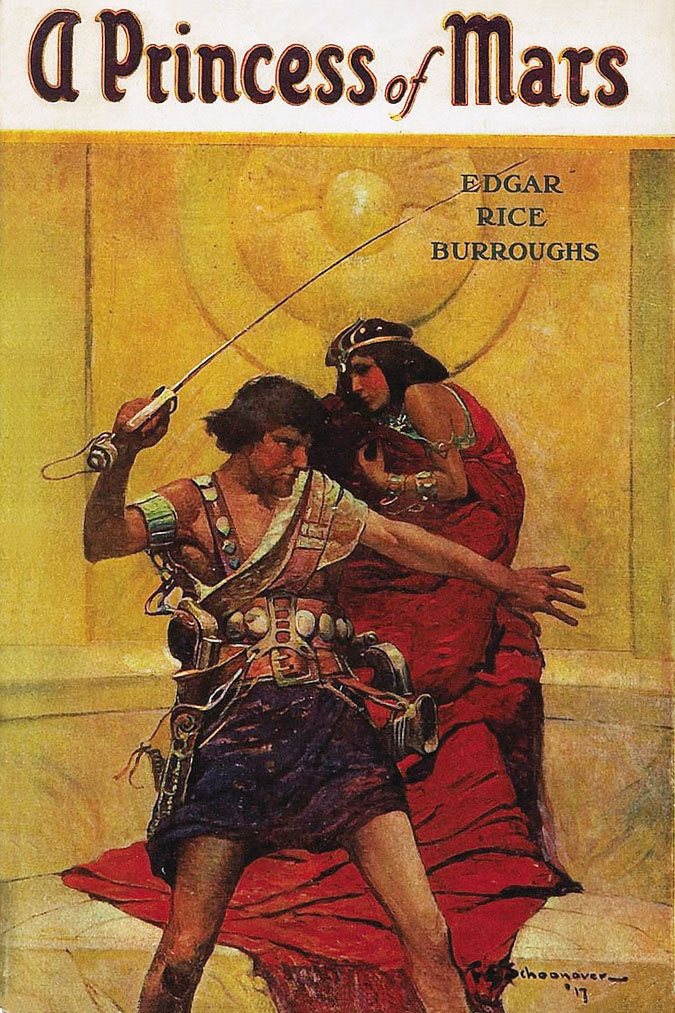
A Mars hercegnője

- A Mars hercegnője (A Princess of Mars, 1912)
- A Mars istenei (The Gods of Mars, 1918)
- A Mars ura (The Warlord of Mars, 1919)
- Thuvia, a Mars leánya (Thuvia, Maid of Mars, 1920)
- A Mars sakkjátékosai (The Chessmen of Mars, 1922)
- A Mars géniusza (The Master Mind of Mars, 1928)
- A Mars katonája (A Fighting Man of Mars, 1931)
- Swords of Mars (1936)
- Synthetic Men of Mars (1940)
- Llana of Gathol (1948)
- John Carter of Mars(1964)

### A Tarzan-sorozat kötetei
- Tarzan, a majomember (Tarzan of the Apes, 1912)
- Tarzan visszatér (The Return of Tarzan, 1913)
- Tarzan a fenevadak élén (The Beasts Of Tarzan, 1914)
- Tarzan fia (The Son of Tarzan, 1915)
- Tarzan és a gyémántok (Tarzan And The Jewels Of Opar, 1916)
- Tarzan dzsungeltörténetei (Jungle Tales Of Tarzan, 1919)
- Tarzan, a vadember (Tarzan The Untamed, 1920)
- Tarzan, a rettenetes (Tarzan, The Terrible, 1921)
- Tarzan és az aranyszőrű oroszlán (Tarzan and the Golden Lion, 1923)
- Tarzan és a hangyaemberek (Tarzan and the Ant Men, 1924)
- The Tarzan Twins (1927)
- Tarzan, a dzsungel ura (Tarzan, Lord of the Jungle, 1928)
- Tarzan és az elveszett birodalom (Tarzan and the Lost Empire, 1929)
- Tarzan a föld mélyén (Tarzan at the Earth's Core, 1930)
- Tarzan, a legyőzhetetlen (Tarzan the Invincible, 1931)
- Tarzan, a diadalmas (Tarzan Triumphant, 1932)
- Tarzan és az aranyváros (Tarzan and the City of Gold, 1933)
- Tarzan és az Oroszlánember (Tarzan and the Lion Man, 1934)
- Tarzan és a párducemberek (Tarzan and the Leopard Men, 1935)
- Tarzan és az örök élet (Tarzan's Quest, 1936)
- Tarzan és a tiltott város (Tarzan and the Forbidden City, 1938)
- Tarzan, a nagyszerű / Tarzan a csodálatos (Tarzan the Magnificent, 1939)
- Tarzan és a dzsungelgyilkosságok (Tarzan and the Jungle Murders, 1939)
- Tarzan és a bajnok (Tarzan and the Champion, 1940)
- Tarzan és az idegenlégió (Tarzan and the Foreign Legion, 1947)
- Tarzan és az őrült (Tarzan and the Madman, 1964)
- Tarzan és a hajótöröttek (Tarzan and the Castaways, 1965)
- Tarzan: The Lost Adventure (1996) (Regénytöredék, amelyet Joe R. Landsdale fejezett be.)

### A Pellucidar sorozat kötetei
- At the Earth's Core (1914)
- Pellucidar (1923)
- Tanar of Pellucidar (1928)
- Tarzan a föld mélyén (Tarzan at the Earth's Core, 1930)
- Back to the Stone Age (1937)
- Land of Terror (1944)
- Savage Pellucidar (1963)

### A Venus sorozat kötetei
- Pirates of Venus (1934)
- Lost on Venus (1935)
- Carson of Venus (1939)
- Escape on Venus (1946)
- The Wizard of Venus (1970)

### A Caspak sorozat kötetei
- The Land That Time Forgot (1918)
- The People That Time Forgot (1918)
- Out of Time's Abyss (1918)

## Magyarul

### 1945-ig
- Mars istenei; ford. Havas József; Fővárosi, Bp., 191?
- A Mars hercegnője; ford. Géresi Vendel; Fővárosi, Bp., 1917 után
- Tarzan visszatérése; ford. Czeke Marianne; Fővárosi, Bp., 192?
- Mars hadura; ford. Havas József; Fővárosi, Bp., 192? (A fantázia mesterei)
  - (A Mars ura címen is)
- A dzsungel fia; ford. Songárdy Gábor; Fővárosi, Bp., 1923
- Tarzan és az aranyszőrű oroszlán; ford. Dienes Kálmán; Fővárosi, Bp., 1925
- Thuvia, a Mars leánya; ford. Havas József; Fővárosi, Bp., 1928
- Az őserdők királya; Hertz, Bucuresti, 193?
- Tarzan bestiái; ford. Olgyai István; Fővárosi, Bp., 1934
  - (Tarzan a fenevadak élén címen is)
- Tarzan fia, 1-2.; ford. Olgyai István; Pantheon, Bp., 1934
- Tarzan és Opar kincsei; ford. Kovács György; Pantheon, Bp., 1935
  - (Tarzan és a gyémántok címen is)
- Tarzan, a rettenetes; ford. Gaál Andor; Pantheon, Bp., 1936 (Burroughs Edgar Rice: Tarzan)
- Tarzan az őserdőben; ford. Gaál Andor; Pantheon, Bp., 1936
- Tarzan az ismeretlen országban; ford. Marton Anna; Pantheon, Szeged, 1937 (Burroughs Edgar Rice: Tarzan)
- Tarzan és a törpék; ford. Gaál Andor; Pantheon, Bp., 1937 (Burroughs Edgar Rice: Tarzan)
  - (Tarzan és a hangyaemberek címen is)
- Tarzan az aranyvárosban; ford. Vas Gábor; Pantheon, Bp., 1938 (Burroughs Edgar Rice: Tarzan)
- Tarzan a föld szívében; ford. Mikes György; Pantheon, Bp., 1939 (Burroughs Edgar Rice: Tarzan)
- Tarzan, a legyőzhetetlen; ford. Gál Andor; Pantheon, Bp., 1940 (Burroughs Edgar Rice: Tarzan)
- Tarzan visszatér; ford. Czeke Marianne; Pantheon, Bp., 1941 (Burroughs Edgar Rice: Tarzan)
- Tarzan, a diadalmas; ford. Remete Béla; Pantheon, Bp., 1941 (Burroughs Edgar Rice: Tarzan)
- Tarzan és a filmkaraván; ford. Remete Béla; Pantheon, Bp., 1941 (Burroughs Edgar Rice: Tarzan)
- Tarzan és a leopárdemberek; ford. Remete Béla; Pantheon, Bp., 1942 (Burroughs Edgar Rice: Tarzan)

### 1945 után
- Tarzan, a dzsungel fia; ford. Songárdy Gábor; Kossuth, Bp., 1956 (Kalandos könyvek)
- Tarzan visszatérése; ford. Songárdy Gábor; Kossuth, Bp., 1957 (Kalandos könyvek)
- Tarzan, a dzsungel fia; ford. Songárdy Gábor; Forum, Novi Sad, 1966
- Tarzan visszatér; ford. Czeke Marianne; Forum, Novi Sad, 1966
- Tarzan az aranyvárosban; ford. Vas Gábor; Forum, Novi Sad, 1966
- Tarzan fia; ford. Olgyai István; Forum, Novi Sad, 1966
- Tarzan és Opar kincse; ford. Kovács György; Forum, Novi Sad, 1966
- Tarzan és az aranyszőrű oroszlán; ford. Dienes Kálmán; Forum, Novi Sad, 1966
- Tarzan, a dzsungel fia; ford. Songárdy Gábor; Novák, Wien, 1966
- Tarzan visszatérése; ford. Songárdy Gábor; Novák, Wien, 1966
- Tarzan visszatér; ford. Erős László; ILK, Bp., 1985
- Tarzan a fenevadak élén; ford. Erős László; ILK, Bp., 1985
  - (Tarzan bestiái címen is)
- Tarzan, a majomember; ford. Erős László; ILK, Bp., 1986
- Tarzan és a gyémántok; ford. Erős László; ILK, Bp., 1987
  - (Tarzan és Opar kincsei címen is)
- Tarzan dzsungeltörténetei; ford. Tandori Dezső; ILK, Bp., 1987
- Tarzan fia; ford. Erős László; ILK, Bp., 1987
- Tarzan és az aranyszőrű oroszlán; ford. Tandori Dezső, Tandori Ágnes; ILK, Bp., 1988
- Tarzan, a rettenetes; ford. Tandori Dezső, Tandori Ágnes; ILK, Bp., 1988
- Tarzan, a vadember; ford. Erős László; ILK, Bp., 1988
- Tarzan, a dzsungel ura; ford. Tandori Dezső, Tandori Ágnes; ILK, Bp., 1989
- Tarzan és a hangyaemberek; ford. Erős László; ILK, Bp., 1989
  - (Tarzan és a törpék címen is)
- Tarzan, a legyőzhetetlen; ford. Tandori Dezső, Tandori Ágnes; ILK, Bp., 1990
- A Mars hercegnője; ford. Kádár Tamás; ILKV, Bp., 1990
- Tarzan és az elveszett birodalom; ford. Tandori Dezső, Tandori Ágnes; ILK, Bp., 1990
- Tarzan a föld mélyén; ford. Tandori Dezső, Tandori Ágnes; ILK, Bp., 1990
- A Mars ura; ford. Kádár Tamás; ILKV, Bp., 1991
  - (Mars hadura címen is)
- Tarzan és az Oroszlánember; ford. Kádár Tamás; ILKV, Bp., 1991
- Tarzan és az aranyváros; ford. Tandori Dezső, Tandori Ágnes; ILKV, Bp., 1991
- A Mars istenei; ford. Bezeczky Gábor; ILKV, Bp., 1991
- Tarzan, a diadalmas; ford. Bezeczky Gábor; ILKV, Bp., 1991
- Tarzan és a párducemberek; ford. Kádár Tamás; ILKV, Bp., 1992
- Thuvia, a Mars lánya; ford. Kádár Tamás; ILKV, Bp., 1992
- Tarzan és az örök élet; ford. Kádár Tamás; ILKV, Bp., 1993
- Tarzan és a tiltott város; ford. Kádár Tamás; InfoGroup, Bp., 1994
- Tarzan és az Idegenlégió; ford. Juszel Anikó; InfoGroup, Bp., 1995
- Tarzan, a nagyszerű; ford. Falvai László; InfoGroup, Bp., 1995
- A Mars sakkjátékosai; ford. Kádár Tamás; InfoGroup, Bp., 1995
- Tarzan és a hajótöröttek; ford. Tótisz András; Lap-ics, Debrecen, 1997
- Tarzan és az őrült; ford. Tótisz András; Lap-ics, Debrecen, 1997
- Tarzan és az Idegenlégió; ford. Tótisz András; Lap-ics, Debrecen, 1997
- Tarzan, a csodálatos; ford. Tótisz András; Lap-ics, Debrecen, 1997
- Disney: Tarzan, a majmok királya; ford. Róna Eszter; Egmont, Bp., 2007 + CD
- A Mars hercegnője. A Mars-ciklus 1. része; ford. Szántai Zsolt; Szukits, Szeged, 2012
- A Mars géniusza. A Mars-ciklus 6. része; ford. Habony Gábor; Szukits, Szeged, 2012
- A Mars katonája. A Mars-ciklus 7. része; ford. Habony Gábor; Szukits, Szeged, 2013

## Emlékezete
- A John Carter of Mars 2012-ben készült film.
- A Burroughs-kráter a Marson az ő nevét viseli.
- A kaliforniai Tarzana város Tarzan után kapta a nevét. 1919-ben Burroughs egy nagy farmot vásárolt, melyet Tarzana-nak nevezett el. Mellette egy kisváros épült fel, amelynek 1929-ben a farm is része lett. A város a Tarzana nevet kapta.